# Fadenspiel

Die Figur Dunkelheit kommt aus Hawaii

Das Fadenspiel (im deutschsprachigen Raum auch Abhebespiel, Abnehmen, Abnehmspiel oder Hexenspiel genannt) ist ein Geschicklichkeitsspiel für eine oder mehrere Personen. Dabei werden mit einer geschlossenen Kordel Figuren geknüpft, die sich oft aus der Natur ableiten.
Weltweit gibt es tausende Fadenspiele, meist Figuren. Das Abnehmen oder Abhebespiel ist vermutlich das in Mitteleuropa bekannteste Fadenspiel.

## Geschichte
Die ursprüngliche Herkunft des uralten Spiels ist nicht mehr festzustellen. Die Wahrscheinlichkeit spricht für eine Parallelentwicklung in verschiedenen Regionen der Erde, obgleich teilweise ähnliche Figuren entstanden. Die älteste bekannte schriftliche Überlieferung eines Fadenspiels stammt von Heraklas aus dem 1. Jahrhundert. Die Spielwissenschaftler Siegbert A. Warwitz und Anita Rudolf verweisen darauf, dass schon im Mittelalter des europäischen Kulturraums ein Schnur- oder Fadenspiel bekannt war, „das man mit zauberischen Kräften verband und ‚Hexenfuß‘ oder ‚Drudenfuß‘ nannte“. Es hatte eine magische und rituelle Bedeutung, diente beispielsweise dazu, den Sonnenaufgang und den Sternenhimmel zu beschwören, und erzählte Mythen vom Beginn der Schöpfung. Die Mädchen der Chugach-Eskimos spielten es vorzugsweise im Herbst, weil sie glaubten, damit die Strahlen der Herbstsonne einweben zu können und den Winterbeginn hinauszuzögern. Die Entstehung der Geflechtfiguren wird dabei oft durch Reime oder Lieder begleitet, in denen Geschichten, Märchen und Legenden erzählt werden. Auf einem Holzschnitt des japanischen Künstlers Eishōsai Chōki aus dem Jahre 1804 (s. Bild) findet sich ein Fadenspiel abgebildet, das den Namen „Katzenwiege“ erhielt.

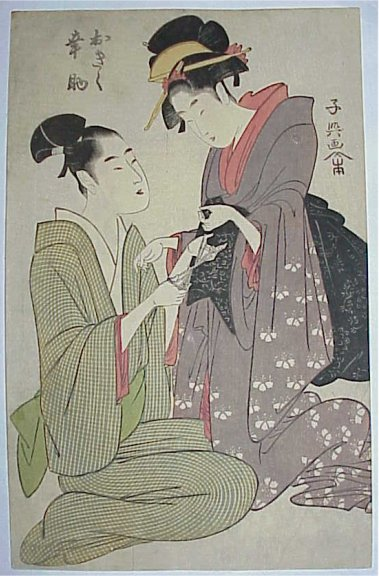
Japanisches Fadenspiel Katzenwiege (Holzschnitt von Eishōsai Chōki 1804)

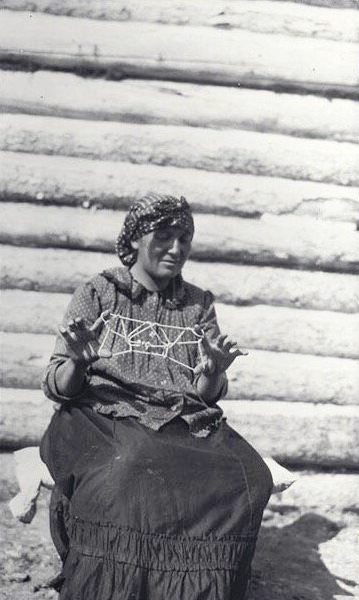
First Nation Frau beim Fadenspiel Bär (Lake Ontario, USA 1916)

Die US-amerikanische Ethnologin Caroline Augusta Furness-Jayne trug schon zu Beginn des 20. Jahrhunderts eine umfangreiche Spielsammlung aus zahlreichen Ländern zusammen, die 1906 von Charles Scribner’s Sons in New York erstmals veröffentlicht und 1962 von Dover Publications dort nochmals nachgedruckt wurde. Es ist bis heute die bekannteste und ausführlichste Dokumentation über die weltweit verbreiteten Schnurfiguren und das Fadenspiel.
In späterer Zeit verblasste die rituell-magische Bedeutung zunehmend, und die Fadenspiele nahmen mehr und mehr eine nutzbringende Funktion an, wie das Üben des geschickten Umgehens mit Nähzeug oder das Knüpfen von Harpunenleinen, vor allem aber eine kommunikative Unterhaltungsrolle im Alltagsleben der Menschen. Die Figuren bekamen landestypische Bezeichnungen. So entstand das „Fischernetz“ in Mikronesien, die „Spinne“ in Polynesien, das ‚Leopardenfell‘ in Afrika, ‚Schlitten‘ und ‚Bär‘ in der Arktisregion, das „Krokodil“ in Ägypten, das „Känguruh“ in Australien oder der „Eiffelturm“ in Europa. Der Anthropologe P. Georg Bögershausen beobachtete das Fadenspiel auf Papua-Neuguinea und bezeichnete das dort „Veveuka“ genannte Gesellschaftsspiel, bei dem mit dem „Ineinanderschlingen eines Bindfadens allerlei Figuren hervorgebracht“ wurden, als typisches „Lieblingsspiel für Mädchen und Weiber auf der Gazellehalbinsel“. Bei den Aborigines in Australien und den Ureinwohnern der Osterinsel bekamen die Fadenspiele ebenfalls eine kommunikative Funktion, indem sie der Verständigung der unterschiedlichen Stämme über die Sprachgrenzen hinweg dienstbar gemacht wurden. Ein Foto aus dem Jahre 1916 aus den USA (s. Bild) dokumentiert eine Indianerin mit der Fadenspielfigur „Bär“.

## Die Kordel
Als Kordel kommen Tiersehnen, Menschenhaare, Naturfasern usw. zum Einsatz. Am praktikabelsten ist allerdings eine Nylon- oder Baumwollschnur von etwa 3 mm Durchmesser. Die Länge hängt von der Komplexität der Figuren ab, allerdings sind zwei Meter eine gute Richtzahl.

## Spielweisen

Anfang des Abnehmspiels, eine seltenere Ausgangsposition

### Ein Spieler
In der Regel wird das Fadenspiel allein gespielt.

#### Figur
Es geht darum, durch bestimmte Techniken den Faden so um die Finger zu legen, dass zum Schluss ein Bild entsteht. Der Alleinspieler nutzt dazu auch seine Zähne oder seine Zehen als „dritte Hand“.

#### Fadengeschichten
Fadengeschichten werden normalerweise von einer einzelnen Person erzählt, die eine Geschichte mittels Fadenfiguren illustriert. Fadengeschichten setzen sich aus mindestens zwei Figuren zusammen. Dabei wird eine Figur (Bild) aus der vorherigen gespielt und nicht wieder von vorn begonnen.

#### Tricks
Hier wird die Schnur scheinbar kompliziert verschlungen, um dann überraschend gelöst zu werden. Am bekanntesten sind die Entfesselungstricks. Weitere Tricks sind Knotenschlagen und Schnur durch die Schlaufe.

### Zwei Spieler

#### Figur
Ein Spieler macht eine oder mehrere Figuren zusammen mit einem anderen Spieler. Ein Beispiel hierfür ist das Abnehmspiel.

#### Tricks
Hier fällt dem zweiten Spieler meist eine eher passive Rolle zu – entweder, indem er eine Wahl trifft oder ein Körperteil zur Verfügung stellt, z. B. bei Entfesselungen.

### Mehr als zwei Spieler
Bei mehreren Spielern wird für die Figur ein längerer Faden benötigt. So spielen zum Beispiel bei einem 20-m-Faden je fünf Personen die fünf Finger einer Hand. Es können allerdings nicht alle Figuren auf große Fäden übertragen werden.

## Figuren
Weltweit gibt es tausende Fadenfiguren, bei beinahe allen Völkern. Die Geflecht- oder Webfiguren tragen Namen wie
- Tasse und Untertasse (das wohl bekannteste Fadenspiel weltweit)
- Vier Diamanten (auch Diadem genannt; aus Amerika unter dem Namen Jakobsleiter bekannt) – diese Figur gibt es ebenfalls auf allen Kontinenten.
- Katzenwiege (siehe Abnehmspiel)
- Harpune/Fischspeer
- Ausleger (Boot)
- Maus oder auch Zug (in Deutschland geläufiger)
- Kämpfende Kopfjäger
- Hexenbesen
- Badewanne

## Besondere Völker
Einige Fadenspielfiguren bekamen ihre Namen von Völkern, bei denen sie erfunden wurden. Das Fadenspiel ist in vielen Kulturen bekannt; hier eine kleine Auswahl:

### Aborigines
Stämme mit verschiedenen Sprachen bzw. Dialekten konnten mit den Fadenfiguren eine Verständigung aufbauen.

### Inuit

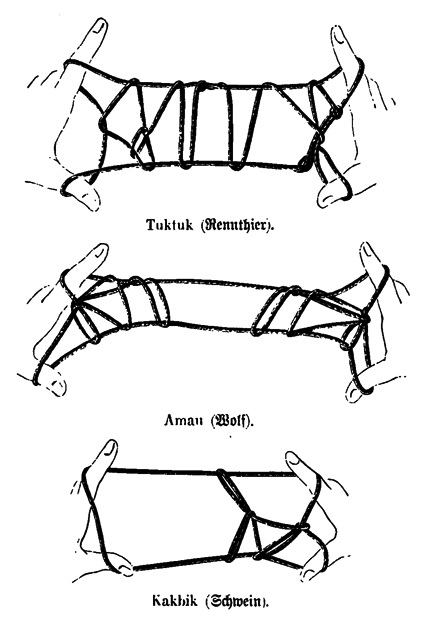
Figuren des Fadenspiels bei den Eskimos (nach Heinrich Klutschak)

Auch bei den Inuit war das Fadenspiel (Inuktitut: Ajaraarutit) sehr beliebt.

### Kwakiutl
Bei den Kwakiutl-Indianern fanden Ethnologen spezielle, häufig verwendete Abfolgen und nannten sie Katilluik.

### Navajos
Die Navajo-Indianer sind sehr geschickte Fadenspieler. Ethnologen haben ihnen daher einen neuen Ausdruck gewidmet: den Navajo-Sprung. Ist während des Fadenspiels an einem Finger eine untere Schlinge über eine obere zu bringen, sagt man: „Mache einen Navajo!“

## Fadenspiele im Film
- Whale Rider: Die Heldin spielt am Anfang des Films in einer sehr kurzen Szene eine Fadenfigur.
- Der Pferdeflüsterer
- Wanted: Am Ende des Films, in dem ein Webstuhl eine wichtige Rolle spielt, wird eine Fadenfigur gespielt.

## Fadenspiele in der Literatur
- Der Roman Katzenwiege von Kurt Vonnegut zitiert einen Kinderreim über das Fadenspiel Katzenwiege.